# The Shit I Never Dropped
Albums de MC Lyte
Da Undaground Heat, Vol. 1
(2001) Rhyme Masters
(2005)
The Shit I Never Dropped est une compilation de MC Lyte, sortie le 12 août 2003.
Cet album comprend des morceaux des albums studio de la rappeuse publiés précédemment ainsi que des titres inédits.

## Liste des titres
| No  | Titre                                                              | Durée |
| --- | ------------------------------------------------------------------ | ----- |
| 1.  | Intro                                                              | 0:39  |
| 2.  | 12 O'Clock (featuring Clipse)                                      | 2:14  |
| 3.  | If U Don't Feel Me (featuring Erick Sermon et Rah Digga)           | 2:11  |
| 4.  | No Dealz (featuring Ericka Yancey)                                 | 1:42  |
| 5.  | Want What I Got (featuring Missy Elliott)                          | 2:20  |
| 6.  | Supa Star (featuring Hot Dyse)                                     | 2:39  |
| 7.  | All We Want (featuring Da Brat et Dawn Robinson)                   | 2:40  |
| 8.  | Maybe I Deserve                                                    | 2:22  |
| 9.  | I Wanna Be Down (Remix) (featuring Brandy, Yo-Yo et Queen Latifah) | 1:41  |
| 10. | Cold Rock a Party (featuring Missy Elliott)                        | 2:09  |
| 11. | We Can't Be Stopped                                                | 1:32  |
| 12. | You Can't Stop It (featuring Lee Majors)                           | 2:14  |
| 13. | Roots Love & Culture                                               | 2:07  |
| 14. | Curious (featuring LL Cool J et LSG)                               | 2:20  |
| 15. | It's All Yours (featuring Gina Thompson)                           | 2:56  |
| 16. | Start It Up Yall (featuring Milk D et Positive K)                  | 5:18  |
| 17. | 10% Dis                                                            | 2:08  |
| 18. | Top Billin' (Remix) (featuring Audio Two)                          | 1:51  |
| 19. | Paper Thin                                                         | 2:29  |
| 20. | Cha Cha Cha                                                        | 1:56  |
| 21. | Cappuccino                                                         | 2:24  |
| 22. | Stop Look Listen                                                   | 1:50  |
| 23. | Poor Georgie                                                       | 4:24  |
| 24. | I'm Not Havin' It (featuring Positive K)                           | 1:48  |
| 25. | Fabalous                                                           | 5:02  |